# ۱کیو۸۴
1Q84 (به ژاپنی: いちきゅうはちよん 1Q84) (ایچی-کیو-هاچی-یون) رمانی از هاروکی موراکامی نویسنده ژاپنی ست که بین سال‌های ۲۰۰۹ تا ۲۰۱۰ منتشر شده‌است.

## در مورد داستان
سال ۱۹۸۴ در کشور ژاپن «آئو مامه» در میان ترافیک شهر توکیو از تاکسی پیاده می‌شود. چرا که نمی‌خواهد یک قرار ملاقات بسیار مهم را از دست بدهد. او برای آن که به اتوبان برسد، از پله‌های اتوبان استفاده می‌کند، و بدون آن که متوجه شود، وارد یک دنیای موازی با دنیای واقعی می‌شود. تنها در نگاه دوم است که متوجه تغییرات کوچکی مانند اونیفورم متفاوت پلیس‌ها می‌شود. او با یک فرقه برخورد می‌کند که تا کنون در مورد آن هیچ چیزی نشنیده‌است. او درست به موقع به قرار ملاقاتش می‌رسد و در یک هتل مردی را با یک سوزن بسیار کوچک به قتل می‌رساند. ناگهان دو ماه از آسمان آویخته می‌شود.
«موراکامی» در طرف دیگر داستان به یک نویسنده غیر حرفه‌ای به نام «تنگو» پرداخته‌است. «تنگو» زمانی که سفارش ویرایش اولین رمان نوجوان ۱۷ ساله‌ای به نام «فوکائری» با عنوان «عروسکی از هوا» را می‌پذیرد، چیزهای عجیب و غیرعادی را پشت سر می‌گذارد. در این کتاب نه تنها ماهیت روح مانند «لیتل پیپل»، بلکه همچنین یک فرقه مذهبی با آیین‌های هولناک آشکار می‌شود. زمانی که این کتاب با موفقیتی بزرگ روبرو می‌شود، اینگونه به نظر می‌رسد که داستان در حال به واقعیت پیوستن است.
«موراکامی» هوشمندانه در فصل‌های کتابش به تناوب رشته ماجراها را برای ساختن داستان به هم می‌بافد. به زودی روشن می‌شود که قهرمانان او به عنوان دانشجو شناخته شده‌اند و در برهه زمانی به دست فراموشی سپرده نشده‌اند. «آئو مامه» و «تنگو» نه فقط به این دلیل قهرمانان معمولی «موراکامی» هستند. بلکه باهوش، با استعداد، جذاب و دچار اختلال روابط هستند. این خصلت‌ها برای «موراکامی» شرط‌های مهم و لازم قهرمانانش هستند.
البته «موراکامی» تنها به روایت یک داستان عاشقانه نمی‌پردازد. او بارها مشکلات بزرگی همچون پیروی از اصول جمعیت‌های مذهبی و سوء استفاده از کودکان زیر سن قانونی را مطرح کرده‌است. چنانچه پیداست این نویسنده پرفروش مرموز خودش هم از فرقه مطرح شده در این کتاب رنج می‌برد.
«موراکامی» پیش از این در یک کتاب غیر داستانی با عنوان «جنگ زیرزمینی» به مسئله مذهب و تعصب پرداخته و حمله فرقه «آئوم» با گاز به مترو توکیو را بررسی کرده‌است.
«موراکامی» به‌طور مرتب نقل قول‌ها و اشارات تلویحی را مورد استفاده قرار داده‌است. بنابراین سال موازی داستان «۱ کیو ۸۴»، از روی تصادف یادآور رمان «۱۹۸۴» نوشته «جورج اورول» نیست و حرف انگلیسی «کیو»، در ژاپن مانند شماره «۹» خوانده می‌شود.
اجزای سازنده این رمان جدید نیستند؛ آن‌ها مفصل و دقیقند. توصیفات به ظاهر بی‌اهمیت از موسیقی، ادبیات و آماده‌سازی غذا، رشته‌های روایی خیالی را آنقدر خوب به هم وصل می‌کند که این ویژگی تنها در آثار «موراکامی» به چشم می‌خورد. او به گونه‌ای به توصیف دنیاهای موازی، زنان قاتل و ارواح می‌پردازد که انگار همه آن‌ها واقعی‌اند. هزار صفحه بعد، «آئومامه» و «تنگو» اگر چه هنوز پیدا نشده‌اند، اما همچنان ماجراهای عجیب و غریب را از سر می‌گذرانند.
در پایان کتاب، «آئومامه» همانند آغاز کتاب در یک اتوبان شلوغ قرار دارد. تا این‌جای کتاب برداشت‌ها اندک هستند و به جای پاسخ برای خواننده سؤال باقی می‌ماند. «موراکامی» در این اثر می‌خواست چیزی را به باد انتقاد بگیرد، به همین دلیل او می‌توانست کروشه‌های روایی بعضی بخش‌ها را کوتاه کند. آنچه «تنگو» با ویرایش کتاب «عروسکی از هوا» انجام می‌دهد، برای «۱ کیو ۸۴» نیز بی‌ضرر بوده‌است. «تنگو» در صفحه آخر این کتاب می‌گوید: «من آئومامه را خواهم یافت».